# Pangaeus congruus
Pangaeus congruus är en insektsart som först beskrevs av Philip Reese Uhler 1877.  Pangaeus congruus ingår i släktet Pangaeus och familjen taggbeningar. Inga underarter finns listade i Catalogue of Life.